# Prokop Tomek
Prokop Tomek (* 1. února 1965 Havlíčkův Brod) je český historik. Odborně se zaměřuje na poválečné československé dějiny (mimo jiné činnost bezpečnostních složek, druhý a třetí odboj, nebo problematiku exilu). Je autorem či spoluautorem řady publikací, odborných studií a výstav. Od roku 2008 působí ve Vojenském historickém ústavu.

## Profesní život
Narodil se roku 1965. Vyučil se obráběčem kovů a v letech 1983–1996 pracoval jako dělník a sociální pracovník. V srpnu 1989 se stal signatářem prohlášení Charty 77 a od roku 1991 je členem organizace Amnesty International. Zároveň v letech 1993–1997 vystudoval při zaměstnání gymnázium. V letech 1996–2007 pracoval v Úřadu dokumentace a vyšetřování zločinů komunismu. V letech 2001–2006 absolvoval magisterské studium v historie na Filozofické fakultě Univerzity Karlovy v Praze. Téhož roku získal titul PhDr. V roce 2007 pracoval na Ministerstvu vnitra ČR v odboru Archiv bezpečnostních složek. Nejprve jako odborný pracovník, později jako vedoucí oddělení dokumentace. V roce 2008 byl vedoucím oddělení dokumentace nově vzniklého Ústavu pro studium totalitních režimů, ale v říjnu 2008 odešel do Historicko-dokumentačního odboru Vojenského historického ústavu v Praze. V roce 2012 ukončil doktorandské studium na Filozofické fakultě Univerzity Karlovy obhajobou disertační práce o československé redakci Rádia Svobodná Evropa.
V roce 2012 byl Poslaneckou sněmovnou zvolen do Etické komise České republiky pro ocenění účastníků odboje a odporu proti komunismu. V komisi zastával funkci místopředsedy. V roce 2017 byl do komise zvolen podruhé. Jeho funkční období skončilo v březnu 2022. V listopadu 2012 na FF UK obhájil disertační práci „Československá redakce Radio Free Europe: historie a vliv na československé dějiny“ (knižně: Academia 2015). V té době vystupoval také na kulturních podvečerech v pražském Divadle Kolowrat, které pořádalo Masarykovo demokratické hnutí.

## Dílo
- Československý uran 1945–1989 (1999)
- Dvě studie o československém vězeňství 1948–1989 (2000)[6]
- Československé bezpečnostní složky proti Rádiu Svobodná Evropa (2006)
- Okres na východě 1960–1989 (2008)
- Život a doba ministra Rudolfa Baráka (2009)[7]
- Biografický slovník představitelů ministerstva vnitra v letech 1948–1989 (2009, člen autorského kolektivu)
- Na frontě studené války – Československo 1948–1956 (2009)
- Agenti – chodci na popravišti (2010, spolupráce Ivo Pejčoch)
- Estébáckou Prahou (2013)
- Policisté na popravišti: příslušníci SNB, popravení v Československu z politických nebo kriminálních důvodů v letech 1949–1962 (2013, spolupráce Ivo Pejčoch)
- Balony svobody: letákové operace Svobodné Evropy 1951–1956. (2014)
- Nejlepší propaganda je pravda (2014)
- Válečné záznamy Rudolfa Krzáka (2014)
- Československá redakce Radio Free Europe: historie a vliv na československé dějiny (2015)
- Černá kniha sovětské okupace (2015, spolupráce Ivo Pejčoch)
- Okupace 1968 a její oběti (2017, spolupráce Ivo Pejčoch)
- Tábor nucené práce Mírov (2017, spolupráce František Masařík)
- Československá armáda v čase Sametové revoluce. Proměny ozbrojených sil na přelomu osmdesátých a devadesátých let (2019)
- Příslušník StB Miroslav Pich-Tůma (2022)[8][9]